# Corey Flynn
Corey Robert Flynn (Invercargill, 5 gennaio 1981) è un rugbista a 15 neozelandese, tallonatore dei Glasgow Warriors, nonché campione del mondo nel 2011 con gli All Blacks.

## Biografia
Flynn proviene da una famiglia di rugbisti (suo padre militò nella squadra provinciale del Southland e suo cugino Robbie fu internazionale per gli Stati Uniti; nato a Invercargill, nel Southland, fu con tale provincia rugbistica che Flynn esordì nel campionato neozelandese nel 2001.
Nel 2002 passò a Canterbury e un anno più tardi esordì sia nella relativa franchise professionistica della provincia in Super Rugby, i Crusaders, che negli All Blacks, durante un incontro della Coppa del Mondo di rugby 2003 contro il Canada.
Con la provincia di Canterbury si è aggiudicato quattro titoli nazionali e, con i Crusaders, cinque titoli del Super Rugby; è stato titolare solo in due occasioni in Nazionale, nella quale vanta 15 presenze, le ultime delle quali nella Coppa del Mondo di rugby 2011, che la Nuova Zelanda ha vinto.

## Palmarès
- Coppe del mondo: 1
Nuova Zelanda: 2011
- Super Rugby: 4
Crusaders: 2002, 2005, 2006, 2008
- National Provincial Championship: 7
Canterbury: 2004, 2008, 2009, 2010, 2011, 2012, 2013